# Murray County (Oklahoma)
Murray County ist ein County im Bundesstaat Oklahoma der Vereinigten Staaten. Der Verwaltungssitz (County Seat) ist Sulphur. Das U.S. Census Bureau hat bei der Volkszählung 2020 eine Einwohnerzahl von 13.904 ermittelt.

## Geographie
Das County liegt im mittleren Süden von Oklahoma, ist etwa 70 km von Texas entfernt und hat eine Fläche von 1101 Quadratkilometern, wovon 17 Quadratkilometer Wasserfläche sind. Es grenzt im Uhrzeigersinn an folgende Countys: Pontotoc County, Johnston County, Carter County und Garvin County.

## Geschichte
Murray County wurde am 16. Juli 1907 als Original-County aus Chickasaw-Land gebildet. Benannt wurde es nach William H. Murray, einem Präsidenten der Verfassunggebenden Versammlung („Constitunional Convention“) und späteren Gouverneur von Oklahoma.

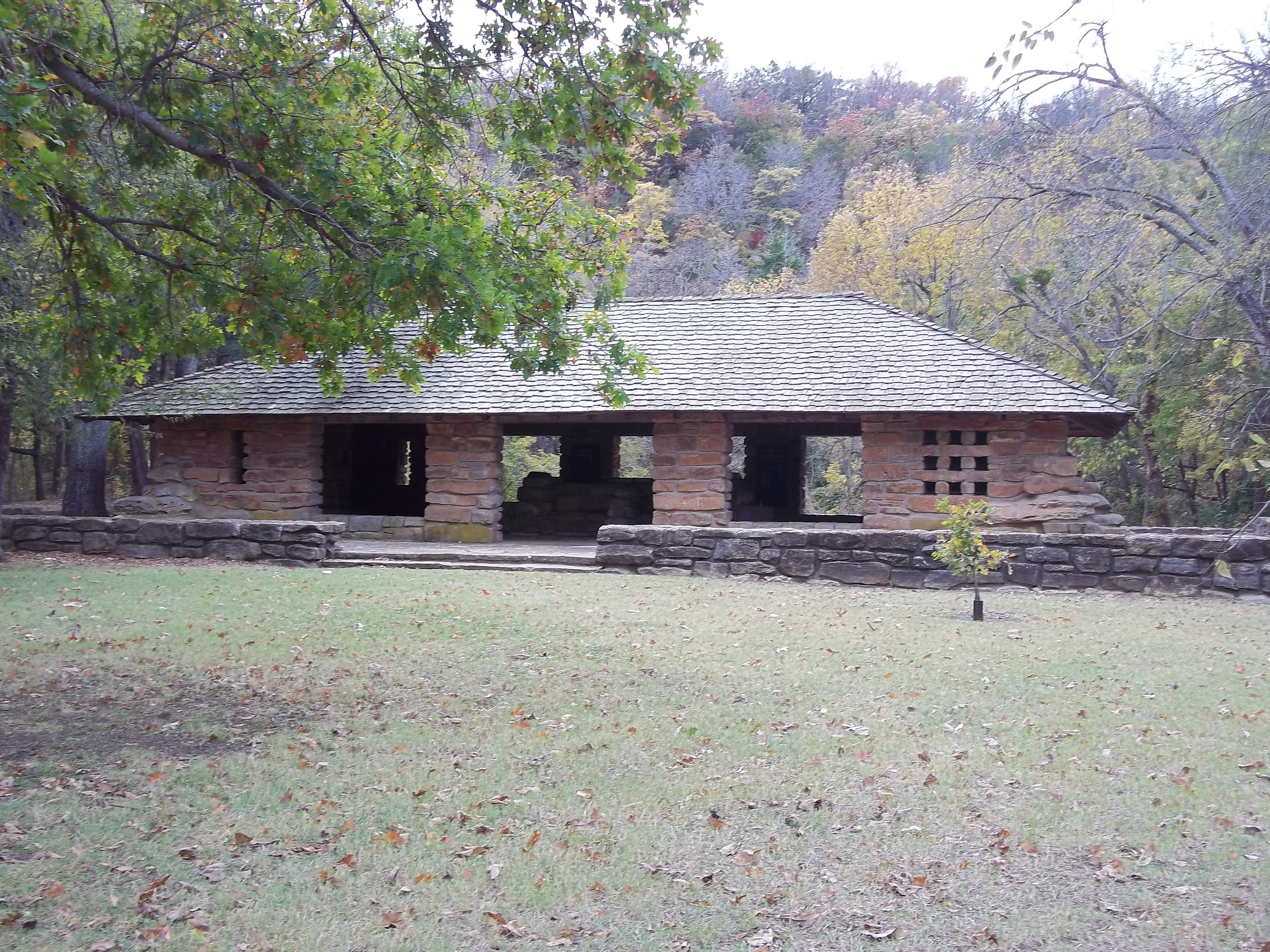
Im Platt National Park Historic District

Im County liegt eine National Historic Landmark, der Platt National Park Historic District. Sieben Bauwerke und Stätten des Countys sind im National Register of Historic Places (NRHP) eingetragen (Stand 5. Juni 2018).

## Demografische Daten

Alterspyramide des Murray County

Nach der Volkszählung im Jahr 2000 lebten im Murray County 12.623 Menschen in 5.003 Haushalten und 3.587 Familien. Die Bevölkerungsdichte betrug 12 Einwohner pro Quadratkilometer. Ethnisch betrachtet setzte sich die Bevölkerung zusammen aus 80,76 Prozent Weißen, 1,90 Prozent Afroamerikanern, 11,57 Prozent amerikanischen Ureinwohnern, 0,32 Prozent Asiaten, 0,03 Prozent Bewohnern aus dem pazifischen Inselraum und 1,16 Prozent aus anderen ethnischen Gruppen; 4,26 Prozent stammten von zwei oder mehr Ethnien ab. 3,15 Prozent der Bevölkerung waren spanischer oder lateinamerikanischer Abstammung.
Von den 5.003 Haushalten hatten 30,9 Prozent Kinder unter 18 Jahre, die im Haushalt lebten. 57,7 Prozent waren verheiratete, zusammenlebende Paare, 10,2 Prozent waren allein erziehende Mütter. 28,3 Prozent waren keine Familien, 25,2 Prozent waren Singlehaushalte und in 12,7 Prozent der Haushalte lebten Menschen im Alter von 65 Jahren oder darüber. Die durchschnittliche Haushaltsgröße betrug 2,45 und die durchschnittliche Familiengröße betrug 2,92 Personen.
24,2 Prozent der Bevölkerung waren unter 18 Jahre alt, 8,0 Prozent zwischen 18 und 24, 25,1 Prozent zwischen 25 und 44, 24,3 Prozent zwischen 45 und 64 und 18,5 Prozent waren 65 Jahre oder älter. Das Durchschnittsalter betrug 40 Jahre. Auf 100 weibliche Personen kamen 97,4 männliche Personen. Auf 100 Frauen im Alter von 18 Jahren oder darüber kamen 92,8 Männer.
Das jährliche Durchschnittseinkommen eines Haushalts betrug 30.294 USD und das durchschnittliche Einkommen einer Familie betrug 37.303 USD. Männer hatten ein durchschnittliches Einkommen von 28.381 USD gegenüber den Frauen mit 19.727 USD. Das Prokopfeinkommen betrug 16.084 USD. 11,1 Prozent der Familien und 14,1 Prozent der Bevölkerung lebten unterhalb der Armutsgrenze.